# Stoner's Night
| Recensione             | Giudizio |
| ---------------------- | -------- |
| Legends Will Never Die | [ 1 ]    |
| Rap Reviews            | 6.5/10   |

Stoner’s Night è un album collaborativo dei rapper statunitensi della Taylor Gang Juicy J e Wiz Khalifa.
L'album è stato pubblicato l'11 febbraio 2022 dalla Trippy Music e distribuito dalla Stem.

## Antefatti
L'album è stato anticipato dalla pubblicazione dei video di Pop That Trunk il 3 dicembre 2021 e di Backseat (con Project Pat) il 26 gennaio 2022 sul canale YouTube ufficiale di Wiz Khalifa.

## Tracce
1. Testin – 2:49 (musica: Juicy J)
2. Weak (feat. BIG30) – 3:31 (musica: Juicy J & Lex Luger)
3. Pop That Trunk – 3:12 (musica: Juicy J & LilJuMadeDaBeat)
4. Big Game – 2:57 (musica: Juicy J & Lex Luger)
5. Backseat (feat. Project Pat) – 3:19 (musica: Juicy J)
6. Throw It – 3:10 (musica: Juicy J & Hitkidd)
7. Try It – 2:39 (musica: Juicy J & Lex Luger)
8. They Wanna See You – 2:43 (musica: Juicy J & Lex Luger)
9. Ass For Days – 2:00 (musica: Juicy J, Lex Luger & Crazy Mike)
10. Club Close – 3:18 (musica: Juicy J, Crazy Mike & Grimm)
11. Blaze Up – 2:41 (musica: Juicy J & Crazy Mike)
12. Why Do I Stay High (feat. Elle Varner) – 2:39 (musica: Juicy J & Crazy Mike)
13. Invest – 3:44 (musica: BRYVN, Juicy J, Lex Luger & Crazy Mike)

### Campionamenti
- Pop That Trunk campiona Stash Pot di Koopsta Knicca, estratta dall'album Da Devil’s Playground del 1999[6].
- Throw It campiona She Dancin di Juicy J, estratta dal mixtape Blue Dream & Lean del 2011[7].
- Ass For Days campiona Shake That Ass di Project Pat, estratta dall'album Ghetty Green del 1999[8].